# Colvanalia concinnula
Colvanalia concinnula är en insektsart som först beskrevs av Walker 1870.  Colvanalia concinnula ingår i släktet Colvanalia och familjen kilstritar. Inga underarter finns listade i Catalogue of Life.